# 乌迳镇
乌迳镇，是中华人民共和国广东省南雄市下辖的一个乡镇级行政单位。

## 行政区划
乌迳镇下辖以下地区：
乌迳迳新社区、乌迳村、山下村、鱼塘村、新田村、高溯村、长龙村、白龙村、坪塘村、响联村、龙迳村、黄塘村、官门楼村、孔塘村、庙前村、水松村、黄洞村、白胜村、田心村、大竹村、孔江村和兰坵村。

## 中国传统村落
2013年8月，新田古村被评为第二批中国传统村落。